# São João do Pacuí (ort)
São João do Pacuí är en ort i Brasilien.   Den ligger i kommunen São João do Pacuí och delstaten Minas Gerais, i den sydöstra delen av landet, 400 km öster om huvudstaden Brasília. São João do Pacuí ligger 680 meter över havet och antalet invånare är 4 200.
Terrängen runt São João do Pacuí är platt, och sluttar västerut. Runt São João do Pacuí är det mycket glesbefolkat, med 7 invånare per kvadratkilometer.. Det finns inga andra samhällen i närheten.
Omgivningarna runt São João do Pacuí är huvudsakligen savann.